# Драконоборец

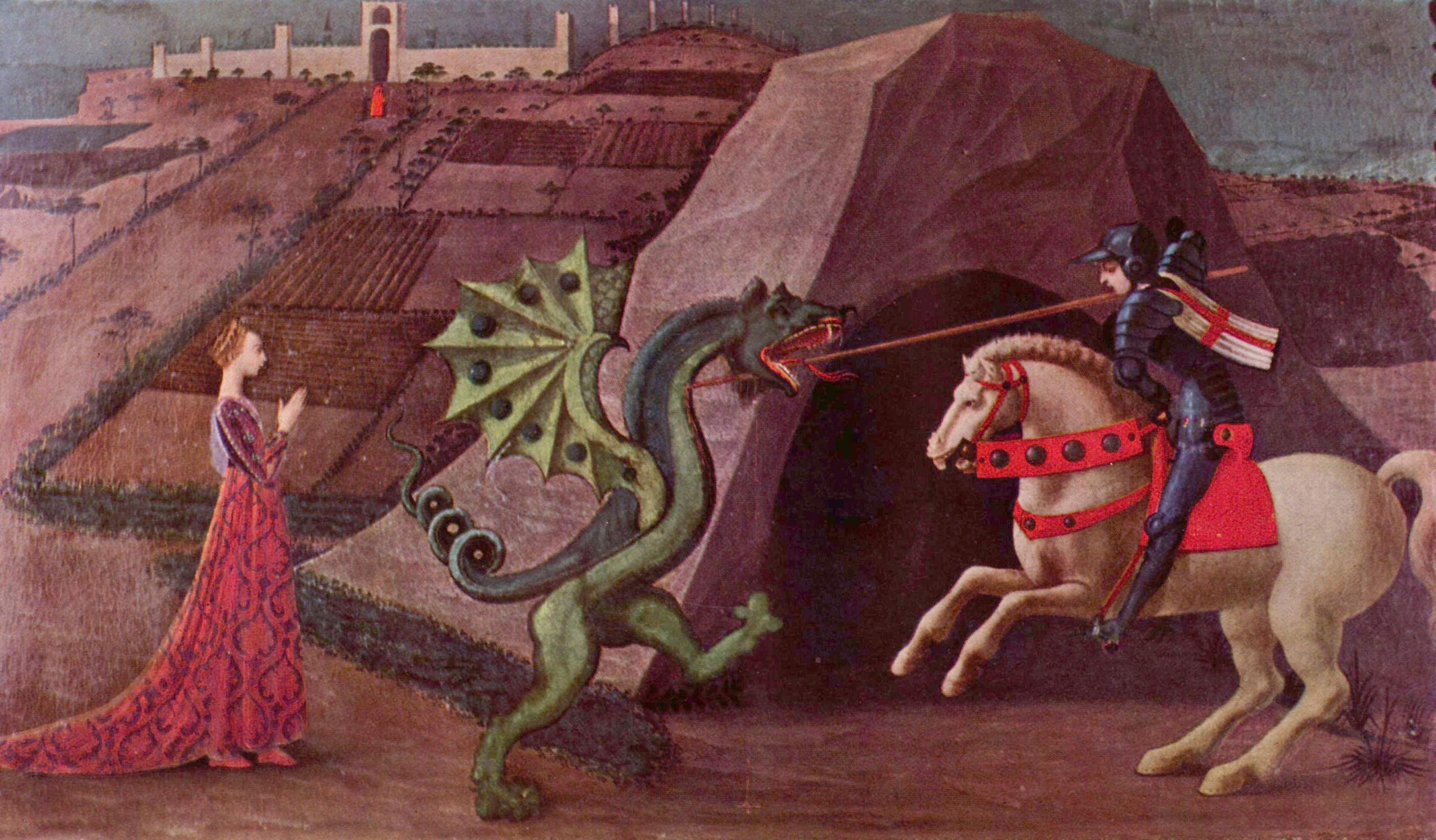
Святой Георгий убивает дракона. Картина Паоло Уччелло, ок. 1470

Драконоборец или Убийца драконов (англ. Dragonslayer) — мифологическо-фольклорный образ человека или, реже, другого существа, который, согласно легендам, занимается преследованием и уничтожением драконов. Драконоборцы, как и собственно драконы, были очень популярными персонажами в фольклоре народов всего мира: они относятся к классу сказочных сюжетов, классифицируемых как №300 в системе классификации Аарне-Томпсона. Они продолжают оставаться популярными также и в современной литературе, кинофильмах и видеоиграх. Истории об охотниках на драконов также иногда рассматриваются как противостояние мировому хаосу — персонаж-герой борется с чудовищем, олицетворяющим хаос.

## Обзор

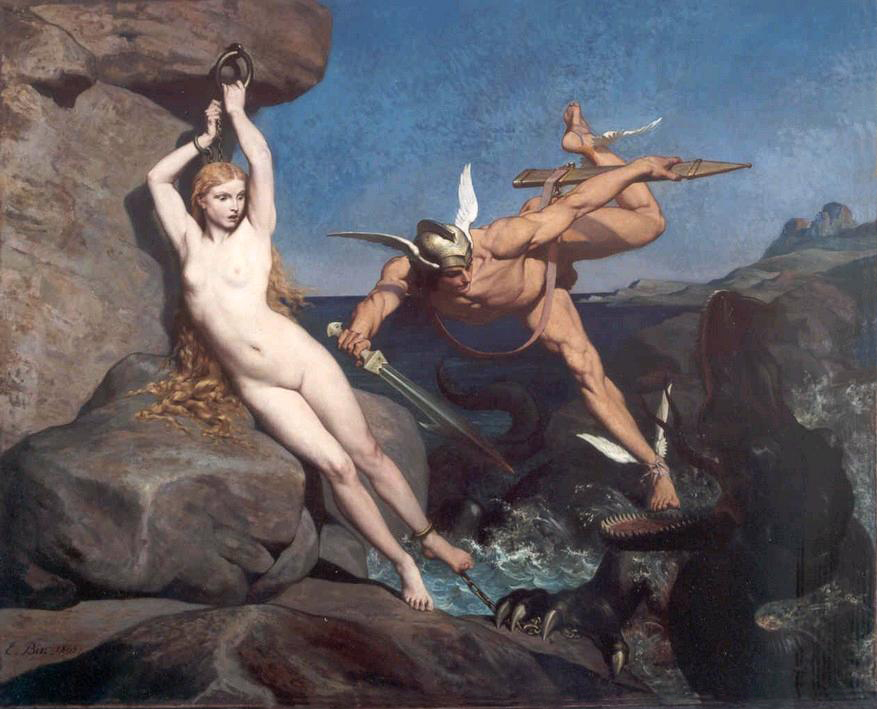
«Персей, спасающий Андромеду». Эмиль Бен, 1865

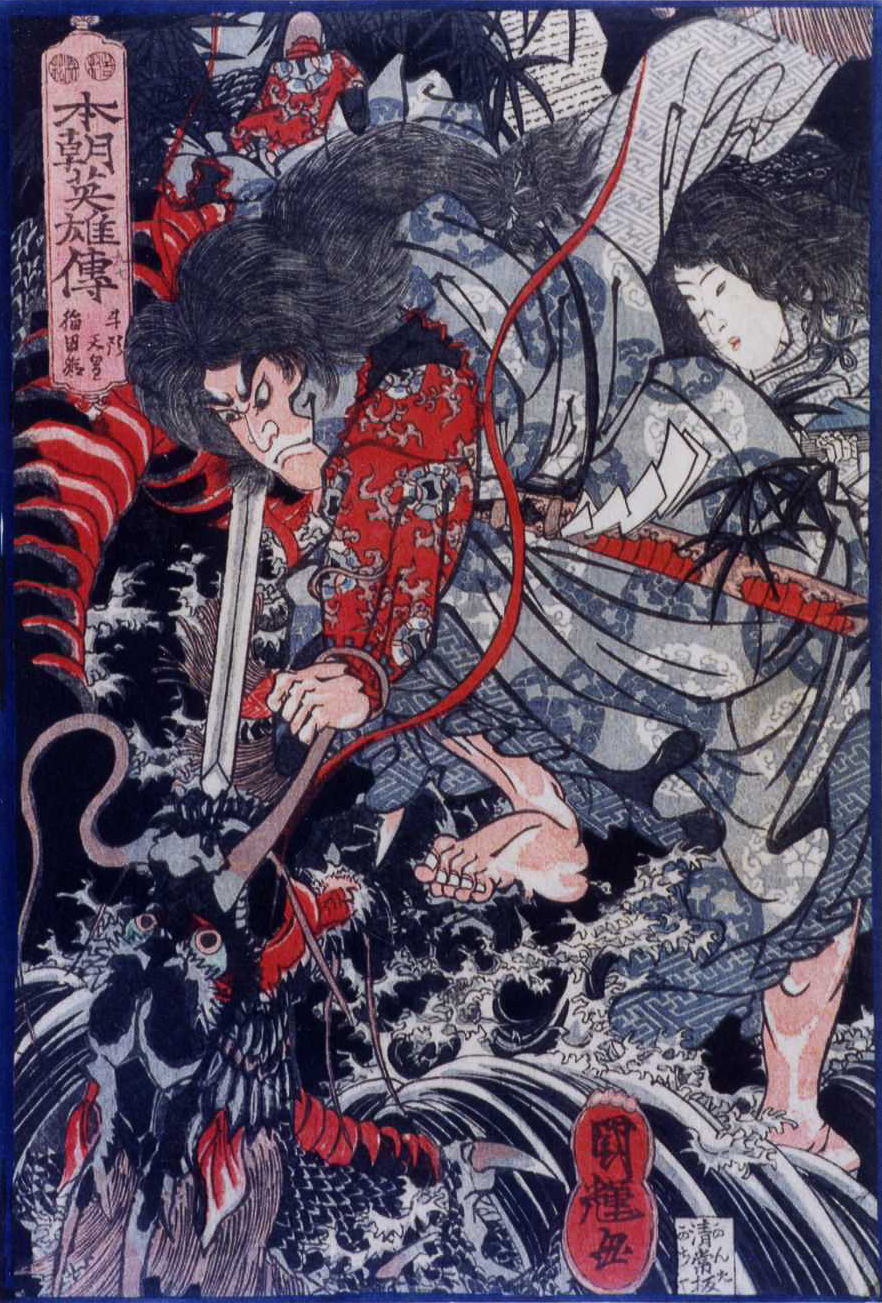
«Сусаноо убивает Ямата-но ороти». Утагава Кунитэру, ок. 1847

Драконоборец зачастую является героем сказочного сюжета «Принцесса и дракон». В этом типе историй герой убивает дракона, чтобы спасти персонажа-женщину высокого социального класса, часто принцессу. Затем этот женский персонаж становится любовным интересом своего спасителя. Одним из ярких примеров такого рода легенд является история о Рагнаре Лодброке, который убивает гигантскую змею, тем самым спасая девушку Тору Боргархьёрт, на которой он позже женится.
Однако есть несколько заметных исключений из этого общего мотива. К примеру, в «легенде о Святом Георгии и Драконе», Святой Георгий вначале побеждает дракона, а затем сюжет заканчивается обращением благодарных жертв дракона в христианство, а вовсе не женитьбой Святого Георгия на спасённой принцессе.
В скандинавской Саге о Вёльсунгах драконоборец Зигфрид убивает Фафнира — гнома, который превратился в дракона в результате охраны проклятого кольца, которое когда-то принадлежало гному Андвари. Убив дракона, Зигфрид выпивает немного его крови и тем самым получает способность понимать речь птиц. Он также купается в крови дракона, из-за чего его кожа становится неуязвимой. Затем Зигфрид подслушивает двух ближайших птиц, обсуждающих вероломное предательство, запланированное его товарищем Регином. После чего Зигфрид убивает Регина, тем самым предотвращая предательство.
Некоторые исследователи мифологии, такие как Джозеф Кэмпбелл, утверждали, что мифы о драконоборцах можно рассматривать как психологическую метафору:
«Но, как узнал Зигфрид, он должен затем попробовать кровь дракона, чтобы получить что-то от этой драконьей силы. Когда Зигфрид убил дракона и попробовал кровь, он услышал песню природы. его человечность и воссоединился с силами природы, которые являются силами нашей жизни, и от которых наш разум удаляет нас».

...Психологически дракон — это привязка самого себя к собственному эго

## Персонажи-драконоборцы

### Древний мир и Античность
- Эа
- Нинурта
- Инанна
- Мардук
- Ра
- Тешуб
- Индра
- Баал
- Эль
- Яхве
- Архангел Михаил
- Аполлон
- Зевс
- Юпитер
- Персей
- Геракл
- Георгий Победоносец
- Ваагн
- Кадм
- Рустам
- Траэтаона
- Кэрсаспа
- Юй Великий
- Эрлан

### Средние века и Новое время
- Гай из Уорика
- Бальдр
- Беовульф
- Зигфрид
- Тристан
- Сэр Ланселот
- Сэр Гавейн
- Добрыня Никитич
- Крак
- Сусаноо
- Нэчжа
- Фэт-Фрумос
- Бэндзайтэн